# Malin Levenstad
Malin Levenstad, född 13 september 1988 i Vellinge, är en svensk fotbollsspelare (mittback). Hon debuterade i svenska landslaget 2008 i 2–0-segern mot Norge.
Levenstad är licensierad FiFA agent och arbetar för närvarande för det globala fotbollsagenturen CMG som representerar spelare och tränare inom damfotboll.

## Klubbar
- FC Rosengård
- Malmö FF
- Vellinge IF (moderklubb)

## Meriter
- 3 landskamper (till och med år 2010)
- 5 U21/U23 landskamper (t o m 8/8 07)
- 20 F19 landskamper
- 1 F19 EM-slutspel
- 9 F17 landskamper